# Кьоселія
Кьоселія (рум. Chioselia) — село в Кантемірському районі Молдови. Адміністративний центр однойменної комуни, до складу якої також входить село Церенкуца.

## Населення
За даними перепису населення 2004 року у селі проживали 2401 особа.
Національний склад населення села:
| Національність | Кількість осіб |
| -------------- | -------------- |
| молдавани      | 2331           |
| румуни         | 55             |
| росіяни        | 4              |
| гагаузи        | 4              |
| українці       | 3              |
| болгари        | 1              |
| інші           | 3              |
| Всього         | 2401           |